# ستراک داوتیان
سریک ستراک  (سیروهی) استپانی داوتیان (ارمنی: Սերիկ (Սիրուհի) Ստեփանի Դավթյան؛  زادهٔ ۵ سپتامبر ۱۸۹۳ - درگذشته ۱۴ فوریهٔ ۱۹۷۸) یک نژادشناس، کارشناس علوم پرورشی، فعال، دانشمند، هنرمند اهل ارمنستان بود.

## زندگی‌نامه
در ۵ سپتامبر [سبک قدیمی: ۱۷ سپتامبر] ۱۸۹۳ در دیلیجان به دنیا آمد و از دانشگاه دولتی ایروان (۱۹۲۳) فارغ‌التحصیل شد. وی در ماگادان می‌زیست.  وی همچنین برنده نشان پرچم سرخ کار و چهره فرهنگی شایسته ارمنستان شوروی شده‌است. وی در ۱۴ فوریهٔ ۱۹۷۸ در سن ۸۴ سالگی در ایروان درگذشت.